# Jove Catalunya
Jove Catalunya fue el primer grupo abiertamente catalanista, influido por Giuseppe Mazzini y por el romanticismo, y con algunos matices radicales. Fue fundado en Barcelona en 1870 y se mantuvo activo hasta 1875. Está considerado como el precedente de Unió Catalanista. Fueron sus fundadores: Ángel Guimerá, Pere Aldavert, Joaquim Riera y Bertran, José Roca y Roca, Lluís Domènech i Montaner, Francesch Matheu, José Pella y Forgas, Ramon Picó i Campamar y Antoni Auléstia. Su órgano era La Gramalla, un periódico editado por Francesch Pelay Briz en la ciudad condal. Su primer presidente fue Francesc d'Assís Ubach y contó con apenas 50 socios.
Inicialmente la entidad tenía un carácter exclusivamente literario, pero no se pudo mantener al margen del debate político, lo que provocó su disolución en 1875, disolución que llevaron a cabo Isidre Reventós y Manuel Pau Torres Reyató. Entre ellos había un independentismo latente, puesto de manifiesto en la cabecera de la correspondencia: Salut i Catalunya independent.